# Dilaton
Dilatón je domnevni delec, ki se pojavlja v teoriji strun. Povezan bi bil z gravitacijo. Včasih ga enačijo tudi z radionom ali graviskalarjem.
Je delec, ki se nanaša na teoretično skalarno polje, ki se pojavlja v Kaluza-Kleinovi teoriji. Podobno se foton nanaša na elektromagnetno polje. Dilaton bi imel maso in spin enak 0.
Kaluza-Kleinova teorija je prva uvedla dilaton. Nekatere teorije strun vsebujejo dilaton v prostoru z 10 razsežnostmi. Pri tem pa M-teorija, ki opisuje 11-razsežni prostor, ne vsebuje dilatona.
Superpartner dilatona bi se imenoval dilatino.